# Clive Barker’s Book of Blood
Clive Barkers Book of Blood ist ein britischer Horrorfilm von John Harrison aus dem Jahr 2008. Der Film basiert auf den beiden Kurzgeschichten Das Buch des Blutes und Das Buch des Blutes (Ein Postskriptum) – Auf der Jerusalem Street von Clive Barker, die die Rahmenhandlung seiner Horror-Anthologie Bücher des Blutes bilden. Der Schriftsteller war außerdem an der Produktion des Films beteiligt.

## Handlung
Wyburd, ein Auftragsmörder, der sich auf das Entfernen von Tätowierungen spezialisiert hat, hat aus einem Diner sein nächstes Opfer in eine abgelegene Waldhütte entführt. Die Haut des jungen Mannes ist von zahlreichen Narben in Form von Schriftzeichen entstellt. Wyburd macht ihm ein Angebot: wenn der Junge ihm seine Geschichte erzählt und diese ihn rühren würde, so würde er den Tod schnell eintreten lassen. Der junge Mann lässt sich darauf ein und erzählt seine Geschichte:
Mary Florescu, Professorin für Parapsychologie und Autorin, und ihr Partner Reg Fuller untersuchen in Edinburgh ein angebliches Spukhaus, in dem ein junges Mädchen auf grauenhafte Weise ums Leben kam. Während ihrer Recherchen stoßen sie auf Simon McNeal, der sich als Medium und Wahrsager ausgibt. Zu dritt untersuchen sie das Haus und tatsächlich scheinen sich merkwürdige Phänomene zu zeigen: Schriften erscheinen, das technische Equipment spielt verrückt und Mary wird von Alpträumen geplagt. Am Körper von Simon zeigen sich Narben. Zwischen Mary und Simon knistert erotische Spannung und die beiden schlafen miteinander. Anschließend ergreift scheinbar ein Geist Besitz von Mary und diese sieht einen Brunnen, der ihr in ihrer Kindheit bereits als Zugang zur Geisterwelt diente.
Mary und Simon wittern einen Bestseller, doch ein Anruf aus dem Labor zerstört Marys Traum: Simon hatte alles nur vorgespielt und mit Hilfe von Schießpulver, Schwefel und anderen Hilfsmitteln die Geistererscheinungen hervorgerufen. Simon beteuert jedoch, dass die letzte Erscheinung echt war, und versucht dies zu beweisen. Er begibt sich wieder in sein Schlafzimmer. Plötzlich fängt die ausgesteckte Technik an, verrückt zu spielen. Libellen schwirren um Mary und selbst der skeptische Techniker gerät in Panik. Als beide nach oben zu Simon rennen, kommen ihnen Geister entgegen. Reg erschrickt und fällt die Treppe herunter. Er stirbt sofort. Mary erblickt Simon, auf dem ein ganzer Strom von Geistern versucht, ihre Geschichten zu verewigen. Mary schließt mit den Geistern einen Deal ab. Jede Nacht schreiben die Geister auf Simon ihre Geschichte nieder und Mary übersetzt die Schriftzeichen für ihre Bücher. Simon gelingt irgendwann die Flucht.
Wyburd zeigt sich zwar wenig zufrieden mit der Geschichte, tötet Simon aber schnell. Seine Haut verpackt er in einem Koffer. Als er nach einem Nickerchen erwacht, ist der ganze Raum mit Blut bedeckt und füllt sich aus Wyburds Koffer immer weiter. Die Toten schreiben weiter. Wyburd ertrinkt im Blut. Mary betritt die abgelegene Waldhütte und nimmt die Haut wieder an sich.

## Hintergrund
Clive Barkers Book of Blood soll der Beginn einer ganzen Reihe von Barker-Verfilmungen aus der Anthologie Bücher des Blutes werden. Der Film stellt die Rahmenhandlung der Hexalogie dar. Clive Barker selbst beteiligte sich als Produzent an dem Projekt. Der Film wurde unter anderem auf dem Dundas Castle in Schottland und in London gedreht. Doug Bradley, der Star der Hellraiser-Filme hat einen Gastauftritt als Okkultist.

## Kritiken
Die bisherigen Kritiken sind sehr verhalten. Die meisten Kritiker bemängeln die fehlende Spannung und die vorhersehbare Geschichte. Hervorgehoben wurde meist die Atmosphäre und das Ambiente des Films.

„Man merkt dem Film einfach irgendwann an, dass die Kitzel erzeugende Idee, dass die Toten einem Lebenden ihre Geschichten in die Haut ritzen, am Anfang stand und dann eine Geschichte darum gestrickt wurde. Ein sauber voranschreitender Plot ist dadurch leider nicht entstanden. Zudem weiß man irgendwann nicht, ob es nun Simons oder doch Marys Geschichte ist, die erzählt wird.“